# Strzyżowice (Psary)
Strzyżowice ist eine Ortschaft mit einem Schulzenamt der Landgemeinde Psary im Powiat Będziński der Woiwodschaft Schlesien in Polen.

## Geschichte
Der Ort wurde im Jahr 1443 als Strzezovicze urkundlich erwähnt, als das Herzogtum Siewierz mit dem Dorf vom Teschener Herzog Wenzel I. dem Krakauer Bischof Zbigniew Oleśnicki verkauft wurde. Der patronymische (Suffix -(ow)ice) Ortsname, ursprünglich Strzeżowice, ist vom Personennamen Strzeż abgeleitet. Im frühen 20. Jahrhundert wurden auch Strzyżowice Prywatne (Privat-) und Strzyżowice Rządowe (Verwaltung-) unterschieden.
Erst 1790 wurde das Herzogtum Siewierz formal an das Königreich Polen-Litauen angegliedert und war der Woiwodschaft Krakau administrativ angegliedert. Nach der dritten Teilung Polens von 1795  gehörte das Dorf bis 1807 zu Neuschlesien. 1807 kam es ins Herzogtum Warschau und 1815 ins neu entstandene russisch beherrschte Kongresspolen.
Im späten 18. Jahrhundert wurde Steinkohle in Strzyżowice gefördert, das Gebiet wurde Zagłębie Dąbrowskie (Dombrowaer Kohlebecken) benannt. Die Zahl der Zechen stieg später auf sechs: Andrzej II, Jan II, Prywatna, Strzyżowice, Teodor und Tadeusz. Die letzte wurde 1922 geschlossen.
Nach dem Ende des Ersten Weltkriegs kam Strzyżowice zu Polen, Woiwodschaft Kielce. Beim Überfall auf Polen 1939 wurde das Gebiet von den Deutschen besetzt und dem Landkreis Warthenau im neuen „Ostoberschlesien“ zugeordnet.
Von 1975 bis 1998 gehörte Strzyżowice zur Woiwodschaft Kattowitz.

## Religion
Die römisch-katholische Pfarrei gehört zum Dekanat von Będzin des Bistums Sosnowiec.
Im Jahr 1961 wurde eine Pfarrgemeinde der Polnisch-Katholischen Kirche (der Altkatholischen Kirche in Polen) gegründet. 1963 bis 1965 wurde die Konkathedrale des Bistums Krakau-Tschenstochau errichtet. 1979 entstand die Pfarrei in Sosnowiec dank der Missionstätigkeit aus Strzyżowice. Die Pfarrei gehört zum „schlesischen“ Dekanat mit dem Sitz in Małobądz-Krzykawa, das auch die Pfarreien in Bukowno, Rokitno Szlacheckie, Libiąż, Sosnowiec und Częstochowa mit um 2500 Polnisch-Katholiken umfasst (trotz des Namens liegen alle Pfarreien im historischen Kleinpolen).

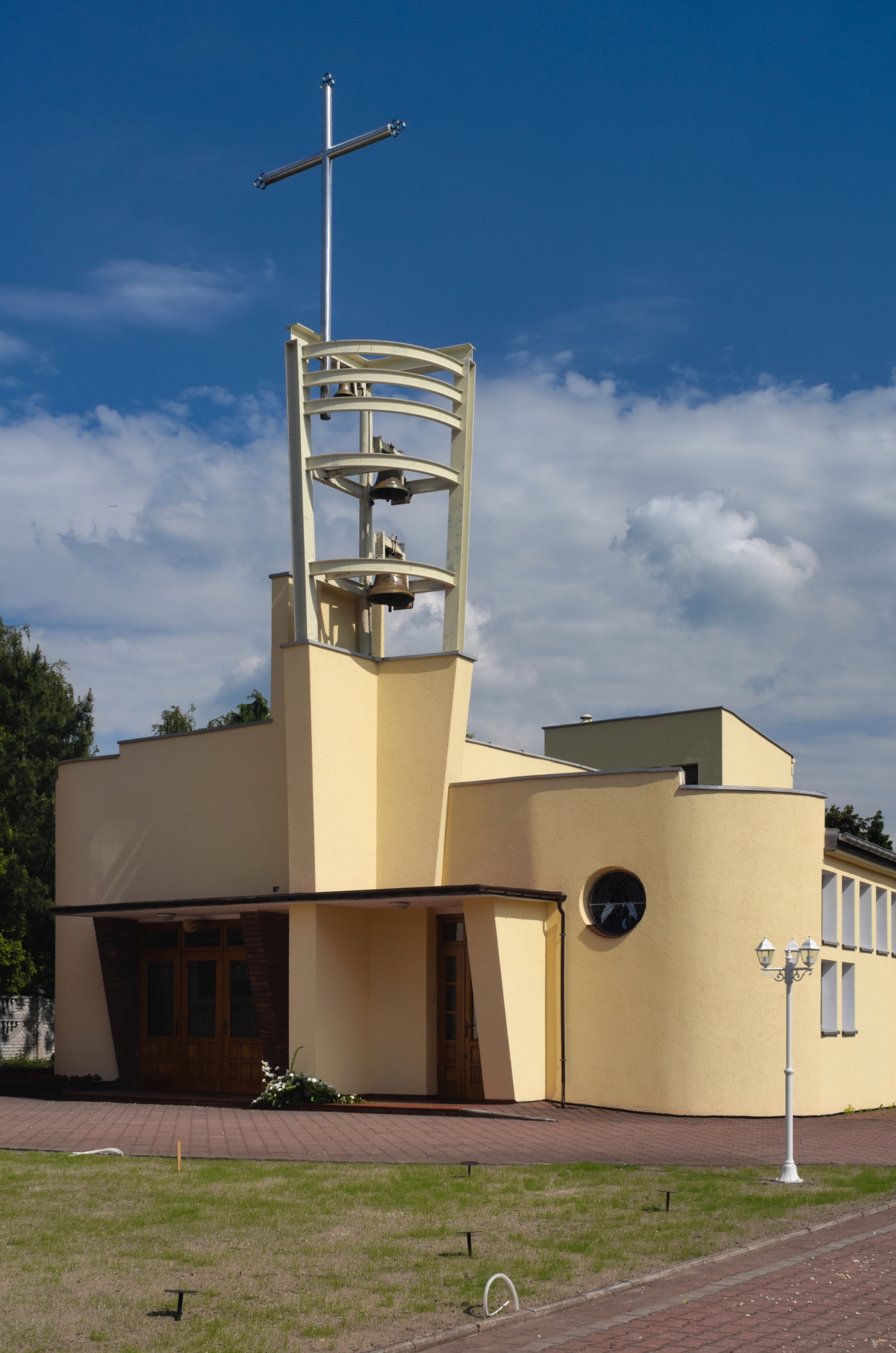
Römisch-Katholische Kirche
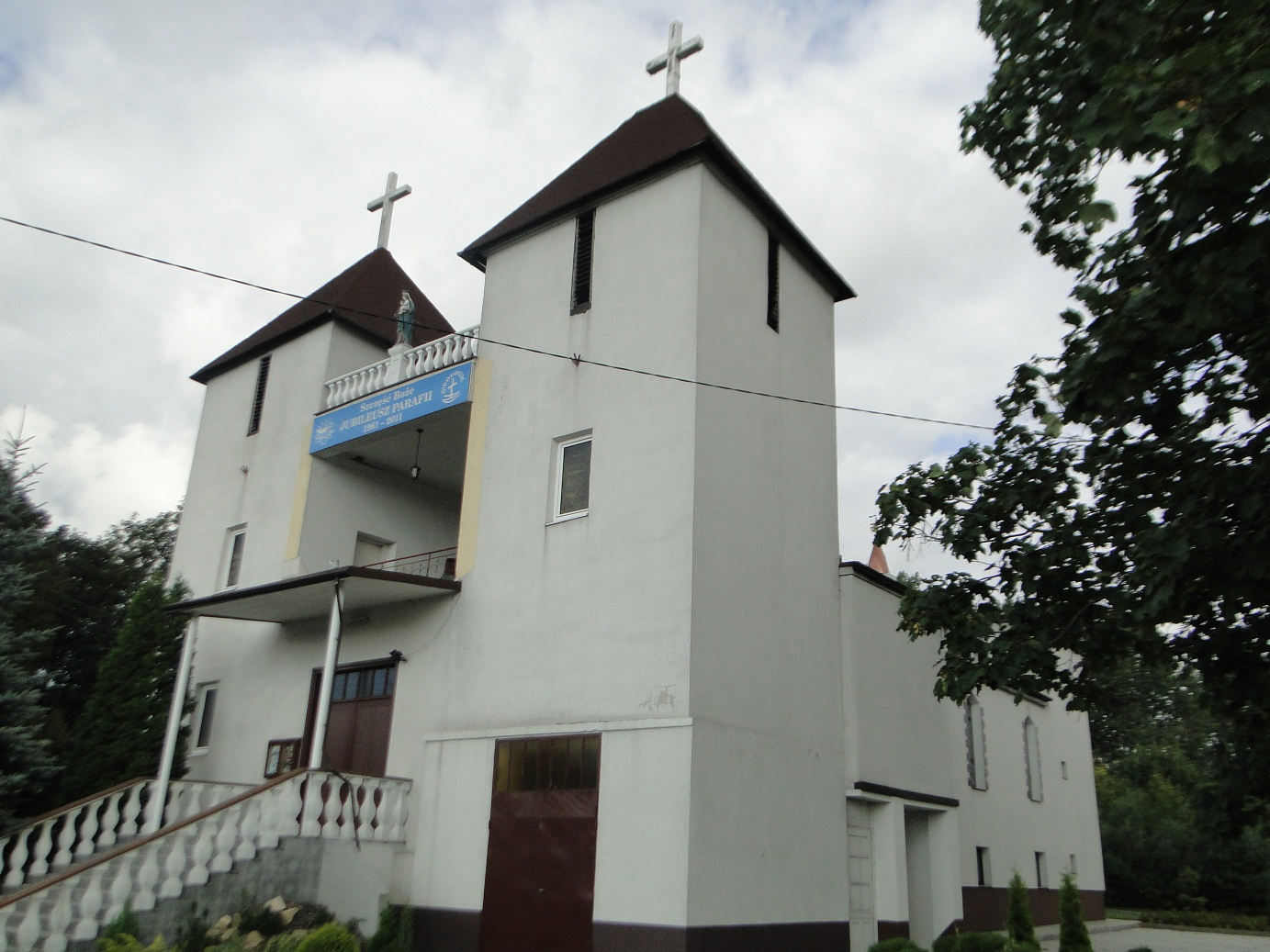
Polnisch-Katholische Konkathedrale